# Batalha de Dunnichen
A Batalha de Dunnichen ou Batalha de Nechtansmere (Gaélico escocês:Blàr Dhùn Neachdain, Irlandês antigo: Dún Nechtain, Galês antigo: Linn Garan, Inglês antigo: Nechtansmere) foi uma luta entre os pictos, liderado pelo Rei Bridei III, e os nortúmbrios, liderados pelo Rei Egfrido (Ecgfrith), em 20 de maio de 685.
A hegemonia nortúmbria sobre o nordeste britânico, adquirida pelos antecessores de Egfrido, começou a se desintegrar. Várias nações subjugadas começaram a se rebelar ao longo desses anos, levando a inúmeras batalhas contra os pictos, mércios e irlandeses, com vários sucessos. Seguindo de várias sitiações em territórios vizinhos, liderados pelos pictos, Egfrido levou suas tropas contra eles (apesar de ter dito o contrário), como uma forma de sobrepor sua suserania sobre as nações pictas.
Uma falsa retirada dos pictos levou os nortúmbrios a uma emboscada em Dun Nechtain, perto do lago Linn Garan. Por muito tempo se pensou que o local da batalha tivesse sido próximo à atual vila de Dunnichen, em Angus. Pesquisas recentes, no entanto, sugerem que teria sido mais ao norte, próximo a Dunachton, nas margens do Lago Inch, em Badenoch and Strathspey.
A batalha terminou com a vitória dos pictos, que enfraqueceram consideravelmente as forças nortúmbrias no nordeste britânico. Egfrido foi morto na batalha, juntamente com grande parte de suas tropas. A vitória picta marcou a independência da Nortúmbria, que nunca mais teve o domínio na região norte.

## Contexto
Durante o século VII, os nortúmbrios gradualmente estenderam seu território para o norte. Os Anais de Tigernach registra o cerco de "Etain" em 638, que tem sido interpretado como uma coquista da Nortúmbria sobre Din Eidyn (Edimburgo) durante o reinado de Osvaldo, marcando a anexação dos territórios de Gododdin até o sul do Rio Forth.
Para o norte do rio Forth, a nação dos pictos consistia naquela época no Reino de Fortriu até o norte das colinas de Mounth e uma Área dos Pictos Sudeste, entre as colinas e o rio Forth. Evidências do historiador anglo-saxão do século VIII, Beda, apontam os pictos como subjugados durante o reinado de Osvaldo e continuado no reinado de seu sucessor Osvio.
Egfrido sucedeu a Osvio como rei da Nortúmbria em 670. Logo depois, os pictos se rebelam contra o domínio nortúmbrio na Batalha dos Dois Rios, registrada no século VIII por Estêvão de Ripon, um hagiográfo do bispo Vilfrido (Wilfrid). Egfrido foi ajudado por um nobre, Beornedo (Beornhæth), que era o líder dos pictos do sudeste, e a rebelião acabou em desastre para os pictos de Fortriu. Seu rei Drest mac Dúngail foi deposto do poder e substituído por Bridei Mac Bili.
Em 679, a hegemonia nortúmbria começou a decair. Registros dos anais irlandeses mostram que a Mércia obteve uma vitória obre Egfrido, onde o irmão de Egfrido, Elfuíno de Deira (Ælfwine), foi morto. Cercos foram registrados em Dunnottar; na região nordeste da Área dos Pictos Sudeste perto de Stonehaven em 680 e em Dundurn no Strathearn em 682. Os responsáveis pelos cercos não foram registrados, mas acredita-se que esse ato seja obra das tropas de Bridei III.
Bridei também é descrito por ter "destruído" as Órcades em 681, no mesmo período em que a igreja nortúmbria estava passando por uma grande reforma religiosa. Eles seguiram as tradições da igreja de São Columba da abadia de Iona até 664, quando prestaram juramento à Igreja Romana seguindo o Sínodo de Whitby durante a controvérsia sobre o cálculo da data da Páscoa. A diocese da Nortúmbria foi dividida e várias novas sedes episcopais foram criadas. Uma dessas foi criada em Abercorn, na costa sul do Firth of Forth, e Trumuíno (Trumwine) foi consagrado bispo dos pictos. Bridei, que era um entusiasmado com a igreja de Iona, percebeu que era uma certa invasão da Nortúmbria - patrocinada pela Igreja Romana.
Os ataques à "Área dos Pictos do Sudeste" em Dunnotar e Dundurn representam a maior ameaça à suserania de Egfrido. Em junho de 684, contando com uma aliança galo-britânica, ele enviou suas tropas, lideradas por Bertredo, filho Beornedo, até Mag Breg, na Irlanda. As tropas de Egfrido reduziram a população e queimaram muitas igrejas, ações que foram condenadas por Beda.